# Parque estatal Old Town San Diego

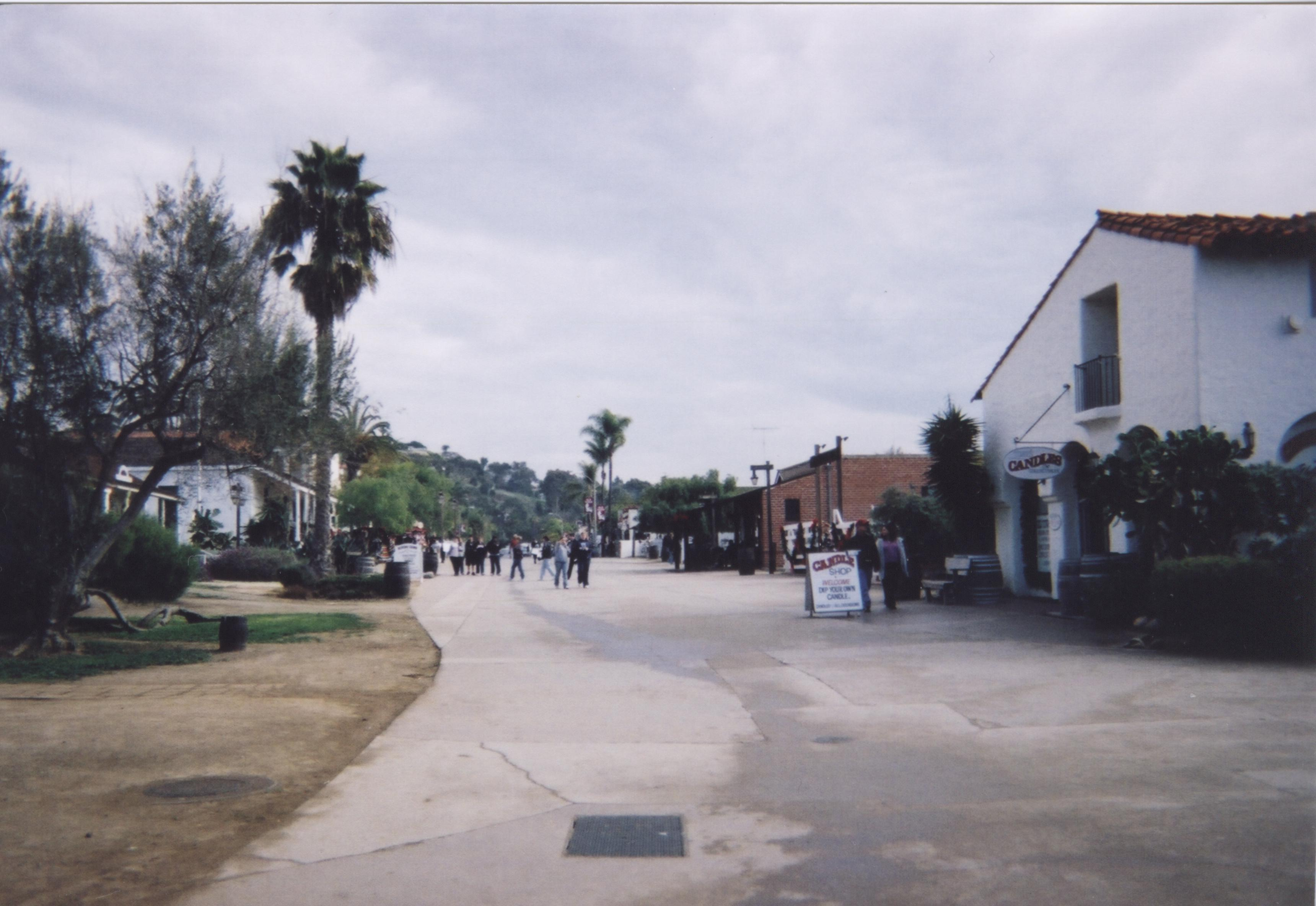
Old Town, San Diego.

El parque estatal del Casco Antiguo de San Diego (en inglés: Old Town San Diego State Historic Park) está localizado en el casco antiguo de San Diego, California, es un área protegida y parque estatal nacional de San Diego. El parque preserva el pueblo viejo de la ciudad, desde la  Independencia de México durante el período del pueblo de Alta California que inició en 1821, durante la Revolución de la bandera del oso, el periodo estadounidense, hasta terminar en 1872, 22 años después de ser estado (tiempo durante el cual la ciudad se desarrollaba en lo que hoy es el centro de San Diego). Entre 2005 y 2006, el Servicio de Parques Estatales de California lo listó como el parque estatal más visitado en California.
El 3 de septiembre de 1971, fue agregado al Registro Nacional de Lugares Históricos como Old Town San Diego Historic District.

## Instalaciones
Cinco partes originales construidas de adobe forman parte del complejo, lo que incluye tiendas, restaurantes y museos.  Entre los edificios históricos que cuenta el parque son una escuela, la tienda blacksmith, la primera oficina de periódico de San Diego, una tienda de cigarros y pipas, casas y jardines, y un establo con colecciones de carruajes. También hay tiendas con artesanía local.

## Atracciones
- Casa de Estudillo, Un Hito Histórico Nacional.
- La Casa Whaley, un museo e Hito Histórico Nacional, en la que se cree que esté embrujada.
- El edificio de 1889 del Templo Beth Israel, una de las sinagogas más antiguas de los Estados Unidos. Abierta a turistas, es usada para exhibiciones y está disponible para bodas y otros eventos.
- Living history demonstrations and free tours are regularly scheduled.

### Restaurantes
El parque histórico y las zonas aledañas son populares por los turistas, ya que es una zona muy conocida por sus restaurantes de comida mexicana. El parque estatal tiene también varios restaurantes de otros países latinoamericanos, y estadounidenses.

### Transporte
La estación  Old Town Transit Center del tranvía de San Diego, autobuses, Coaster, y servicio Amtrak abastecen a la zona.